# يوسف مشنغاما
يوسف يعقوب مشنغاما (مواليد 29 أغسطس 1990) هو لاعب كرة قدم محترف يشغل مركز لاعب وسط في نادي غانغون الفنرسي. ولد في فرنسا، ويمثل منتخب جزر القمر دوليًا.

## مسيرته مع الأندية
انضم مشنغاما إلى نادي أولدهام أثلتيك في 5 مارس 2012. شارك بديلا ضد يوفيل تاون بعد خمسة أيام، في 10 مارس 2012.

## على المستوى الدولي
في 24 يناير 2022، وضمن دور الـ16 لكأس الأمم الأفريقية 2021 ضد المُضيف الكاميرون، سجّل مشنغاما هدفا من ركلة حرة في المباراة التي انتهت بالخسارة 2-1.

## الحياة الشخصية
يوسف هو شقيق محمد مشنغاما ‏، وهو أيضًا لاعب كرة قدم.

### الأهداف الدولية
| #  | التاريخ        | الملعب                                       | الخصم        | الأهداف | النتيجة | البطولة                         |
| -- | -------------- | -------------------------------------------- | ------------ | ------- | ------- | ------------------------------- |
| 1  | 5 مارس 2014    | ملعب فرانسيس توركان، مارتيج، فرنسا           | بوركينا فاسو | 1–1     | 1–1     | ودية                            |
| 2  | 27 مارس 2016   | ملعبفرانسيستاون، فرانسيستاون، بوتسوانا       | بوتسوانا     | 1–0     | 1-2     | تصفيات كأس الأمم الأفريقية 2017 |
| 3  | 6 أكتوبر 2017  | ملعب المنزه، تونس العاصمة                    | موريتانيا    | 1–0     | 1–0     | ودية                            |
| 4  | 11 نوفمبر 2017 | الملعب البلدي سان لو لا فوريه، باريس، فرنسا  | مدغشقر       | 1–1     | 1–1     | ودية                            |
| 5  | 24 مارس 2018   | ملعب مراكش، مراكش، المغرب                    | كينيا        | 1–1     | 2-2     | ودية                            |
| 6  | 7 يونيو 2019   | ملعب التحرير، بولوني سور مير، فرنسا          | ساحل العاج   | 1-3     | 1-3     | ودية                            |
| 7  | 11 أكتوبر 2020 | الملعب الأولمبي رادس، رادس، تونس             | ليبيا        | 2-1     | 2-1     | ودية                            |
| 8  | 11 نوفمبر 2020 | مركز موي الرياضي الدولي، كاساراني، كينيا     | كينيا        | 1–0     | 1–1     | تصفيات كأس الأمم الأفريقية 2021 |
| 9  | 7 سبتمبر 2021  | ملعب أومنيسبورتس مالوزيني، موروني، جزر القمر | بوروندي      | 1–0     | 1–0     | ودية                            |
| 10 | 24 يناير 2022  | ملعب أوليمبي، ياوندي، الكاميرون              | الكاميرون    | 1-2     | 1-2     | كأس الأمم الأفريقية 2021        |

## روابط خارجية
- يوسف مشنغاما على موقع قاعدة بيانات كرة القدم.إي يو (الإنجليزية)
- يوسف مشنغاما على موقع ليكيب (الفرنسية)
- يوسف مشنغاما على موقع ناشيونال فوتبول تيمز (الإنجليزية)
- يوسف مشنغاما على موقع Soccerbase.com (لاعب) (الإنجليزية)
- يوسف مشنغاما على موقع Soccerway.com (الإنجليزية)
- يوسف مشنغاما على موقع عالم كرة القدم.نت (الإنجليزية)